# Standstill
Standstill es una banda española surgida del ámbito del hardcore punk underground  de Barcelona, Cataluña, España, en 1997.
Sus primeros dos álbumes, The Ionic Spell (2001) y Memories Collector (2002), en inglés, alcanzaron un notable reconocimiento en el panorama hardcore español y europeo, siendo editados sus discos también en Alemania y Estados Unidos. En paralelo empezaron a relacionarse con la escena teatral alternativa de Barcelona y Madrid, explorando sus posibilidades expresivas y llegando así a realizar sus propios espectáculos multidisciplinares.
Después de varios años de carretera y experimentación, editaron Standstill (2004), ya cantado en castellano y con el que, además de la constante búsqueda que les caracterizaba, demostraron el peso que depositan en las letras de Enric Montefusco, su miembro fundador. 
En 2006, tras dejar el sello Bcore, se lanzaron a la autoedición con su propio sello Buena Suerte y con una nueva formación, publicaron Vivalaguerra, un disco muy aplaudido por la crítica y avalado con el apoyo de una nueva generación de jóvenes seguidores de la música independiente en España. En 2007 se estrenó el documental 10 años y una zanahoria sobre la historia de la banda y su trayectoria hasta ese momento.
En 2010, y tras recibir reconocimientos de algunos importantes medios como el de "mejor disco nacional de la década" según la revista Mondosonoro para Vivalaguerra, aparece Adelante, Bonaparte, compuesto por 3 EP y veinte cortes. Este disco se suma al espectáculo escénico que lo complementa, "Rooom". El 25 de junio de 2013, salió a la venta Dentro de la luz, séptimo disco de la banda.
El 5 de mayo de 2015, el grupo anunció en su página web oficial un parón indefinido, una vez terminada su gira.
En 2016 publicarían Estaría muy bien (Standstill último concierto), un disco en vivo recogiendo su último concierto como banda.
Tras la disolución de la banda, sus miembros principales han militado en varios proyectos: Enric Montefusco se ha dedicado a su carrera en solitario; Piti Elvira ha hecho lo propio bajo el alias "Elvira"; Ricky Lavado ha tocado la batería con bandas como Nudozurdo, The Secret Society y Egon Soda; finalmente, Ricky Falkner, además de liderar Egon Soda ha cultivado una faceta de productor de bandas del panorama indie como Love of Lesbian, Iván Ferreiro o Berri Txarrak, entre otros. 
En octubre de 2023 anunciaron su vuelta a los escenarios, que se produciría en El Vida Festival o Festival Internacional de Vilanova i La Geltrú (Barcelona) en julio de 2024.El 30 de noviembre de 2024 iniciaron en Barcelona una gira por salas que le llevaría a dar más de una docena de conciertos hasta finales de enero de 2025.

## Discografía
- The Tide (D.I.Y-Heart in hand, 1998).
- The Ionic Spell (Bcore, 2001). Editado fuera de España por Defiance y Level Plane.
- Memories Collector (Bcore, 2002). Editado fuera de España por Defiance y Silver Tree.
- The Latest Kiss (Bcore, 2003. Editado fuera de España por Defiance Records.
- Standstill (Bcore, 2004). Editado fuera de España por Defiance.
- Vivalaguerra (Buena Suerte / Intolerancia, 2006)
- Adelante Bonaparte (Buena Suerte, 2010)
- Dentro de la luz (Buena Suerte, 2013)[6]
- Estaría muy bien (Buena Suerte, 2016)

## Proyectos escénicos
- A veces me siento tan cansado que hago estas cosas (dir. Rodrigo García, 2001)
- Agamenón (dir. Rodrigo García, 2003)
- Desencuentros: Con miedo pero con hambre (dir. Enric Montefusco, 2004)
- 1,2,3 (dir. Enric Montefusco, 2006)
- Rooom (dir. Enric Montefusco, 2010)
- Cénit (por primera vez destinado a festivales, 2013)

## Proyectos audiovisuales
- Memories Collector (cortometraje, 2002)
- 10 años y una zanahoria (largometraje documental, 2006)
- 1,2,3... Standstill (largometraje documental, 2008)
- Estaría muy bien (grabación de su último concierto en Barcelona)